# Grämitzberge
Die Grämitzberge sind eine 78 m ü. NHN hohe Erhebung bei Fresdorf, einem Ortsteil der Gemeinde Michendorf im Landkreis Potsdam-Mittelmark in Brandenburg.
Die Erhebung ist Teil des Saarmunder Endmoränenbogens und entstand als solche in der letzten Weichsel-Eiszeit. Rund 1,1 km nordnordöstlich befindet sich die mit 91 m ü. NHN höchste Erhebung, der Backofenberg. Rund 980 m südsüdwestlich ist der 61 m ü. NHN hohe Stertberg. Die Erhebung kann über den Europäischen Fernwanderweg E10 erreicht werden.